# Музей Баксы
Музей Баксы (тур. Baksı Müzesi) — художественный музей в турецкой провинции Байбурт на северо-востоке страны. Находится в 45 км от города Байбурт. Он стоит на вершине холма в малонаселённой местности. Название баксы (бакши) в Центральной Азии означает «учитель, врач, шаман». Музей Баксы является музеем современного искусства и традиционных ремёсел.
Музей занимает территорию в 30 га. Там есть выставочные залы, мастерские, конференц-зал, библиотека и гостевые дома. Амфитеатр на 500 мест находится в процессе строительства. Число посетителей за год составляет около 15 000 человек. В экспозиции музея находятся работы более 160 современных художников.
Создать этот музей предложил в 2000 году турецкий художник и ученый профессор Хюсаметтин Кочан, родившийся в Байбурте. Эта идея была поддержана многими энтузиастами, в основном художниками. В 2005 году был создан фонд, занимавшийся сбором средств на строительство музея. На строительство музея волонтёры пожертвовали около 10 миллионов долларов. Главное здание было открыто в июле 2010 года, причём оно было построено без финансовой помощи государства. В 2012 в музее был открыт новый выставочный зал Depo Müze. В музее ежегодно проходит Фестиваль студенческого искусства.
В 2014 году музей Баксы получил премию Европейского музейного форума за создание диалога между сельской и городской жизнью благодаря объединению традиционных ремёсел с современным искусством. Музею была вручена переходящая бронзовая статуэтка «Женщина с прекрасной грудью» Жоана Миро. Эта статуэтка в течение гора экспонировалась в музее. В общей сложности музей был удостоен около 30 различных наград.